# Loge Les Trois Niveaux
Loge Les Trois Niveaux is een vrijmetselaarsloge in Oostende die deel uitmaakt van het Grootoosten van België. Deze loge is een van de weinige Franstalige loges in Vlaanderen.
De naam verwijst naar de drie symbolieke of basisgraden in de vrijmetselarij, van leerling, gezel en meester.
De bijeenkomsten van de loge hebben plaats in de werkplaats in de Langestraat 112B, recht tegenover de Anglicaanse kerk in Oostende. Dit is ook de werkplaats van de vrijmetselaarsloge Phoenix die eveneens tot het Grootoosten van België behoort.

## Geschiedenis
De loge werd opgericht op 12 september 1784 onder de Grootloge der Oostenrijkse Nederlanden. Zij werd opnieuw geconstitueerd op 3 november 1801 onder het Grand Orient de France.